# 2015-ös kamisli robbantások
2015. december 30-án három öngyilkos merénylő három étteremben robbantotta fel a detonátorát a szír-török határon fekvő Kamisli városában. A várost nagyrészt a kurd katonák tartják ellenőrzésük alatt. Szóvivőjük azt mondta, a robbantásokért az Iraki és Levantei Iszlám Állam volt a felelős, és a robbantások célpontjai a kurdok és az asszír keresztények voltak. A merényletben legalább 16  ember meghalt és további 35 megsebesült.